# Te falta rock
Te falta rock es la séptima canción del primer álbum como solista de la antigua vocalista de La Oreja de Van Gogh, Amaia Montero.

## Acerca de la canción
Expresa los sentimientos de una mujer cuya pareja hace por mantener la relación. Las trompetas iniciales provienen de la canción anterior Ni puedo ni quiero, que finaliza con ese sonido. 

## Videoclip
No se ha confirmado como sencillo de la intérprete.
| Posición | 47 | 44 | 44 | 35 | 16 | 20 | 9 | 21 | 41 | 49 |

- Datos: Q6139451